# 1983 год в театре
1983 год в театре

## События
- 26 августа — в испанском Бильбао в результате наводнения затопило Театр Арриага, построенный по проекту архитектора Хоакина Рукоба в 1890 году.

### Постановки
- Большой театр — премьера балета композитора Евгения Глебова «Маленький принц» по одноимённому произведению Антуана де Сент-Экзюпери[1].
- Ленинградский театр комедии — «Льстец» Карло Гольдони в постановке Романа Виктюка.
- 25 декабря - премьера спектакля Геннадия Егорова по пьесе Л. Разумовской «Сад без земли» на Малой сцене Ленинградского академического Большого драматического театра имени М. Горького[2][3]. Спектакль тяжело проходил цензуру. Министерство культуры РСФСР семь раз откладывало его премьеру и разрешило играть спектакль только после внесения 169 сокращений в авторский текст и изменения названия спектакля на «Сёстры»[4][5].

## Персоналии
- Ефим Падве стал главным режиссёром ленинградского Молодёжного театра на Фонтанке.

### Родились
- 3 февраля — Анастасия Николаевна Скорик, российская актриса театра и кино.
- 4 февраля — Александра Сергеевна Урсуляк, российская актриса театра и кино.
- 24 февраля — Кшиштоф Гарбачевский (пол. Krzysztof Garbaczewski), польский театральный режиссёр.
- 8 марта — Виктор Фёдорович Добронравов, российский актёр театра и кино.
- 1 сентября — Дарья Юрьевна Мороз, российская актриса театра и кино.

### Скончались
- 30 января — Борис Яковлевич Петкер, советский актёр театра и кино, народный артист СССР.
- 25 февраля — Теннесси Уильямс, американский писатель и драматург.
- 11 апреля — Георгий Иванович Сальников, советский актёр, народный артист РСФСР (1957).
- 12 апреля — Хуан Гонсало Росе, перуанский поэт, драматург, композитор и журналист.
- 30 апреля — Георгий Мелитонович Баланчива́дзе, более известный как Джордж Баланчи́н, выдающийся хореограф, положивший начало американскому балету и современному неоклассическому балетному искусству в целом.
- 14 июня — Андрей Алексеевич Попов, советский актёр театра и кино, народный артист СССР (1966).
- 18 августа — Антонина Павловна Богданова, актриса театра и кино, народная артистка РСФСР (1962).
- 30 августа — Александр Александрович Ханов, советский актёр театра и кино, народный артист СССР.
- 1 октября — Мария Лазар, народная артистка Венгрии.
- 25 ноября, Париж — Антон Долин, английский артист балета и хореограф.